# 下板倉村
下板倉村（しもいたくらむら）は、かつて新潟県中頸城郡にあった村。

## 沿革
- 1889年（明治22年）4月1日 - 町村制の施行により、中頸城郡広島村、下新田村、下箱井村、丸山新田村、五ケ所新田、岡原村、中箱井村、上箱井村、島田下新田村、島田村、島田上新田村及び木島村の区域をもって、中頸城郡下板倉村が発足する。
- 1901年（明治34年）11月1日 - 中頸城郡下板倉村、大和村、大倉村及び国明村が合併して、中頸城郡和田村が発足する。
- 1955年（昭和30年）2月1日 - 中頸城郡和田村の区域が分割して、旧下板倉村の区域にあたる大字広島の区域は新井市に、旧下板倉村の区域にあたる区域の残部は高田市に編入する。